# エスカス協定
ラテンアメリカとカリブ海の環境問題における情報へのアクセス・市民参加・司法利用に関する地域協定（エスカス協定（スペイン語: Acuerdo de Escazú）としてもよく知られている）は、環境に関する情報へのアクセス、環境に関する意思決定への一般市民の参加、環境正義、現在および将来の世代のための健全で持続可能な環境に関する、ラテンアメリカおよびカリブ海諸国25か国によって署名された国際条約である。この協定は、ラテンアメリカとカリブ海諸国の33か国に開かれている。24の署名国のうち、次の12の署名国が批准している。アンティグアバーブーダ、アルゼンチン、ボリビア、エクアドル、ガイアナ、メキシコ、ニカラグア、パナマ、セントビンセントおよびグレナディーン諸島、セントクリストファーネイビス、セントルシア、ウルグアイ。 

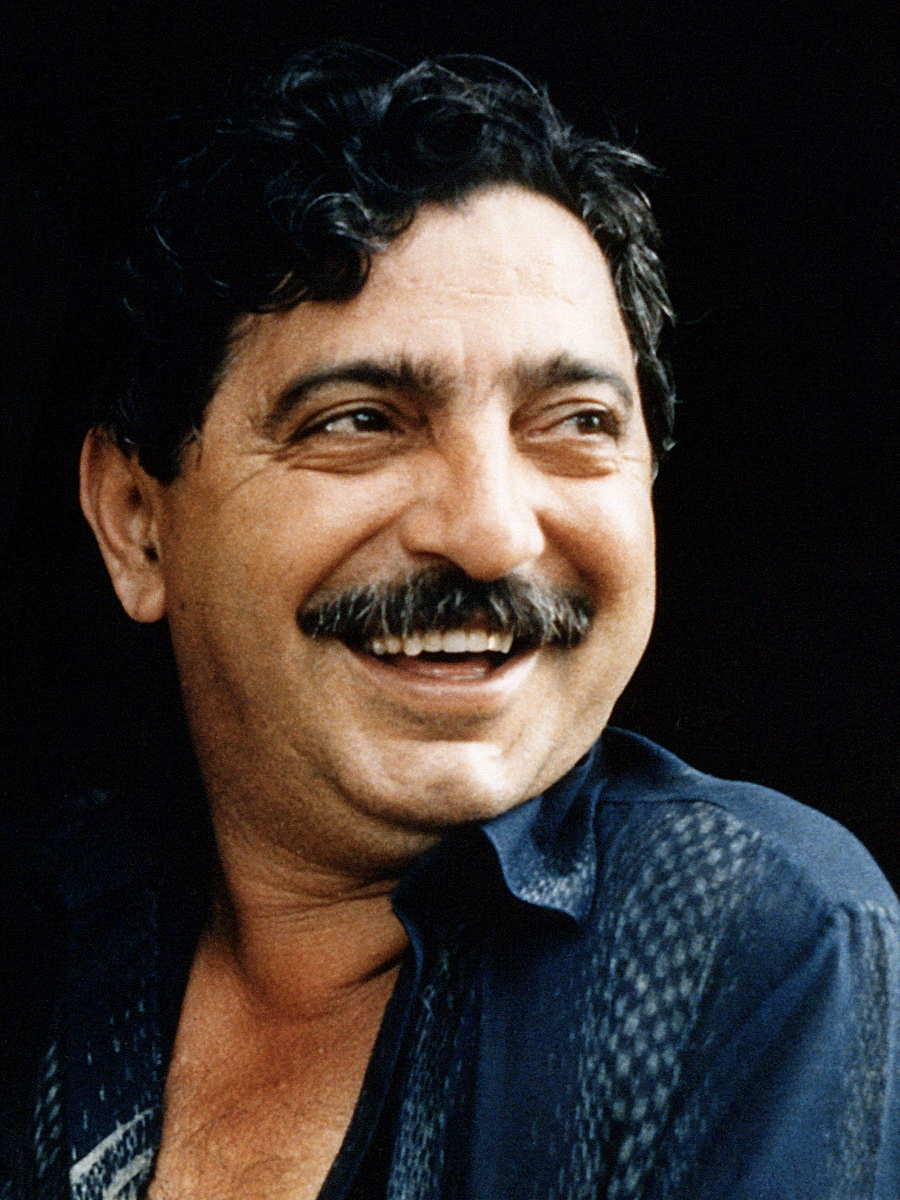
1988年にブラジルのアクレ州シャプリにある自宅で環境活動が原因で殺害される以前のシコ・メンデス

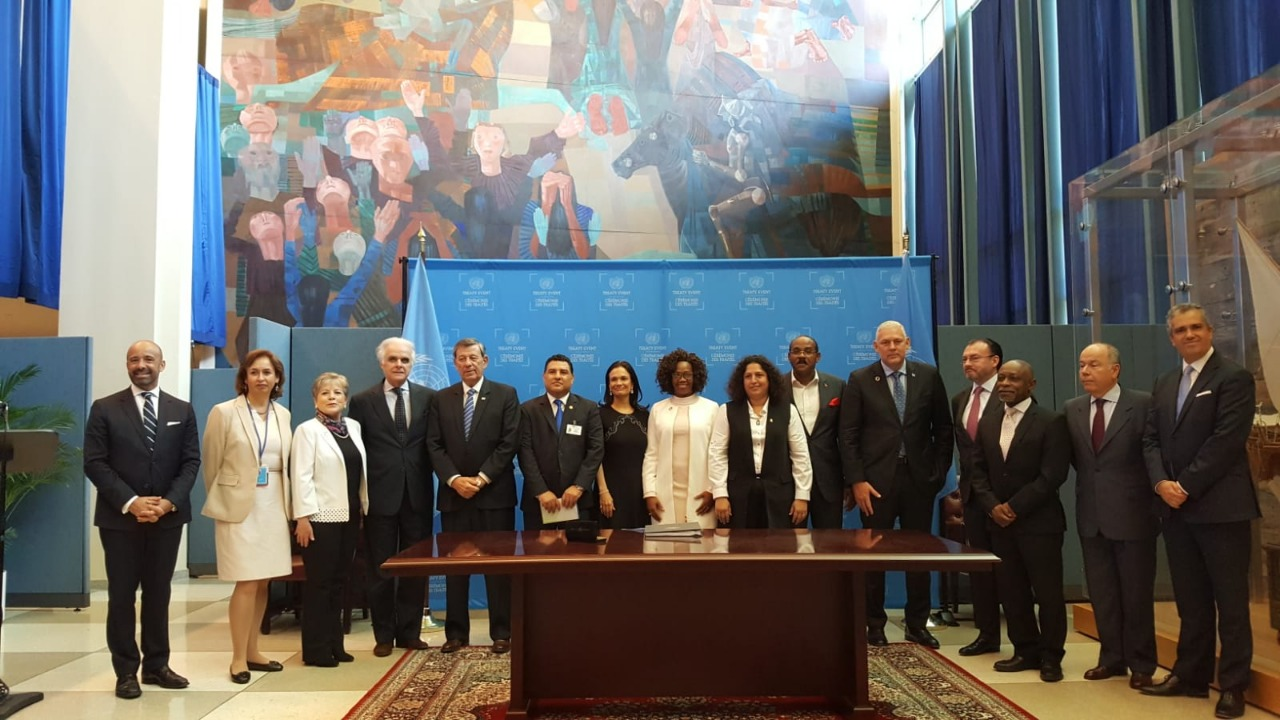
2018年9月27日、国連総会の枠組みの中で、エスカス協定の署名の受け入れが開始された。

エスカス協定は、持続可能な開発に関する2012年の国連会議に起源を持ち、会議の結果として採択された唯一の拘束力のある条約である。国連のラテンアメリカ・カリブ経済委員会（ECLAC）が条約締結のプロセスの技術事務局として機能し、2015年から2018年の間に起草され、2018年3月4日にコスタリカのエスカスで採択された。協定は2018年9月27日に署名され、2020年9月26日まで署名が待たれたままだった。協定の発効には11の批准が必要であったが、2021年1月22日にメキシコとアルゼンチンが加盟したことで達成された。協定は2021年4月22日に発効した。
エスカス協定は、ラテンアメリカとカリブ海諸国における環境に関する最初の国際条約であり、環境擁護者の権利に関する規定を含む世界初の条約である。この協定は、環境擁護者の権利に関する要件を加盟国に課すことにより、人権と環境保護の間のつながりを強化している。エスカス協定は、環境に関する情報、環境に関する意思決定、環境問題に関する法的保護と償還請求への完全な公開アクセスを提供することを目的としている。また、健全な環境と持続可能な開発に対する現在および将来の世代の権利を認めている。

## 締約国および署名国
| メンバー                                 | 署名日         | 批准日        |
| ---------------------------------------- | -------------- | ------------- |
| アンティグア・バーブーダ                 | 2018年9月27日  | 2020年3月4日  |
| アルゼンチン                             | 2018年9月27日  | 2021年1月22日 |
| ベリーズ                                 | 2020年9月24日  |               |
| ボリビア                                 | 2018年11月2日  | 2019年9月26日 |
| ブラジル                                 | 2018年9月27日  |               |
| チリ                                     | 2022年3月18日  |               |
| コロンビア                               | 2019年12月11日 |               |
| コスタリカ                               | 2018年9月27日  |               |
| ドミニカ国                               | 2020年9月26日  |               |
| エクアドル                               | 2018年9月27日  | 2020年5月21日 |
| グレナダ                                 | 2019年9月26日  |               |
| グアテマラ                               | 2018年9月27日  |               |
| ガイアナ                                 | 2018年9月27日  | 2019年4月18日 |
| ハイチ                                   | 2018年9月27日  |               |
| ジャマイカ                               | 2019年9月26日  |               |
| メキシコ                                 | 2018年9月27日  | 2021年1月22日 |
| ニカラグア                               | 2019年9月27日  | 2020年3月9日  |
| パナマ                                   | 2018年9月27日  | 2020年3月10日 |
| パラグアイ                               | 2018年9月28日  |               |
| ペルー                                   | 2018年9月27日  |               |
| ドミニカ共和国                           | 2018年9月27日  |               |
| セントビンセントおよびグレナディーン諸島 | 2019年7月12日  | 2019年9月26日 |
| セントクリストファー・ネイビス           | 2019年9月26日  | 2019年9月26日 |
| セントルシア                             | 2018年9月27日  | 2020年12月1日 |
| ウルグアイ                               | 2018年9月27日  | 2019年9月26日 |

### 批准の遅れ
一部のコメンテーターは、ブラジルは、環境や人権の仕組み自体を支持していないジャイール・ボルソナーロ政権下で条約を批准することには疑問を持っている。同様に、特にコロンビアは、環境擁護者の死者数でこの地域のトップの国にランクされているため、コロンビアがこの条約を批准していないという懸念もある。ハイチには、2021年7月にジョブネル・モイーズが暗殺された後、条約を批准または拒否するための完全な議会や選出された大統領がいない。アメリカ合衆国の支援を受けたチリのアリエル首相は、チリの大統領選挙後の就任式でボリック大統領を訪問した。